# Kinam
Kinam is een plaats in Epéna district in Likouala, Congo-Brazzaville.